# Palacio de Goyeneche (Madrid)
El palacio de Goyeneche es un gran palacio urbano español situado en la calle de Alcalá de Madrid. Proyectado en 1720 como residencia del industrial y financiero Juan de Goyeneche, por José Benito de Churriguera, al fallecer este en 1725, fue completado por su hermano, Alberto de Churriguera.
Hasta 1773, año en que es comprado por Carlos III a los herederos de Goyeneche y reconvertido en sede de la Real Academia de Bellas Artes de San Fernando, el palacio había sido alquilado como las oficinas de las Rentas Reales y Real Estanco de Tabaco que se trasladaron a la contigua Real Casa de la Aduana, obra recién construida por Francesco Sabatini y sede del actual Ministerio de Hacienda.
En 1774, antes de su ocupación por la Academia, Diego de Villanueva se encargó de una reforma importante de la fachada del edificio. Entre 1973 y 1985 el edificio es restaurado y reformado por Fernando Chueca Goitia.

## Historia
El edificio consiste en una planta baja almohadillada en cuyo centro se abre la portada, un segundo cuerpo de dos pisos y una balaustrada de remate. Se encuentra en un solar de planta irregular, aunque fundamentalmente rectangular. Tiene fachada a dos calles y más fondo que fachada. Gracias a su forma, la planta se estructura de forma casi simétrica en torno al eje que forman las escaleras y dos patios centrales. La portada de acceso es adintelada y descansa sobre columnas exentas.
El actual edificio de la Real Academia de Bellas Artes de San Fernando se asienta sobre el solar de unos viejos caserones conocidos como «Mesón de la Miel», que fueron adquiridos en 1724 por el financiero y banquero navarro Juan de Goyeneche para construir su palacio. 
El responsable del proyecto fue el arquitecto José Benito de Churriguera, el cual no pudo encargarse de la dirección de las obras al fallecer en 1725. Tras su muerte, su hermano, Alberto de Churriguera, completó el edificio. El único testimonio que se tiene del aspecto original del edificio anterior a la remodelación en 1773, consiste en un dibujo de Diego de Villanueva, cuya mitad izquierda copia la fachada primitiva. 
El encuadramiento de la puerta ofrece detalles ciertamente muy barrocos, pero el resto de la fachada es, al decir de Bellido, tan clásico, seco y serio que corrobora la diferencia entre el Churriguera desbordante de los retablos y el más contenido de los edificios.

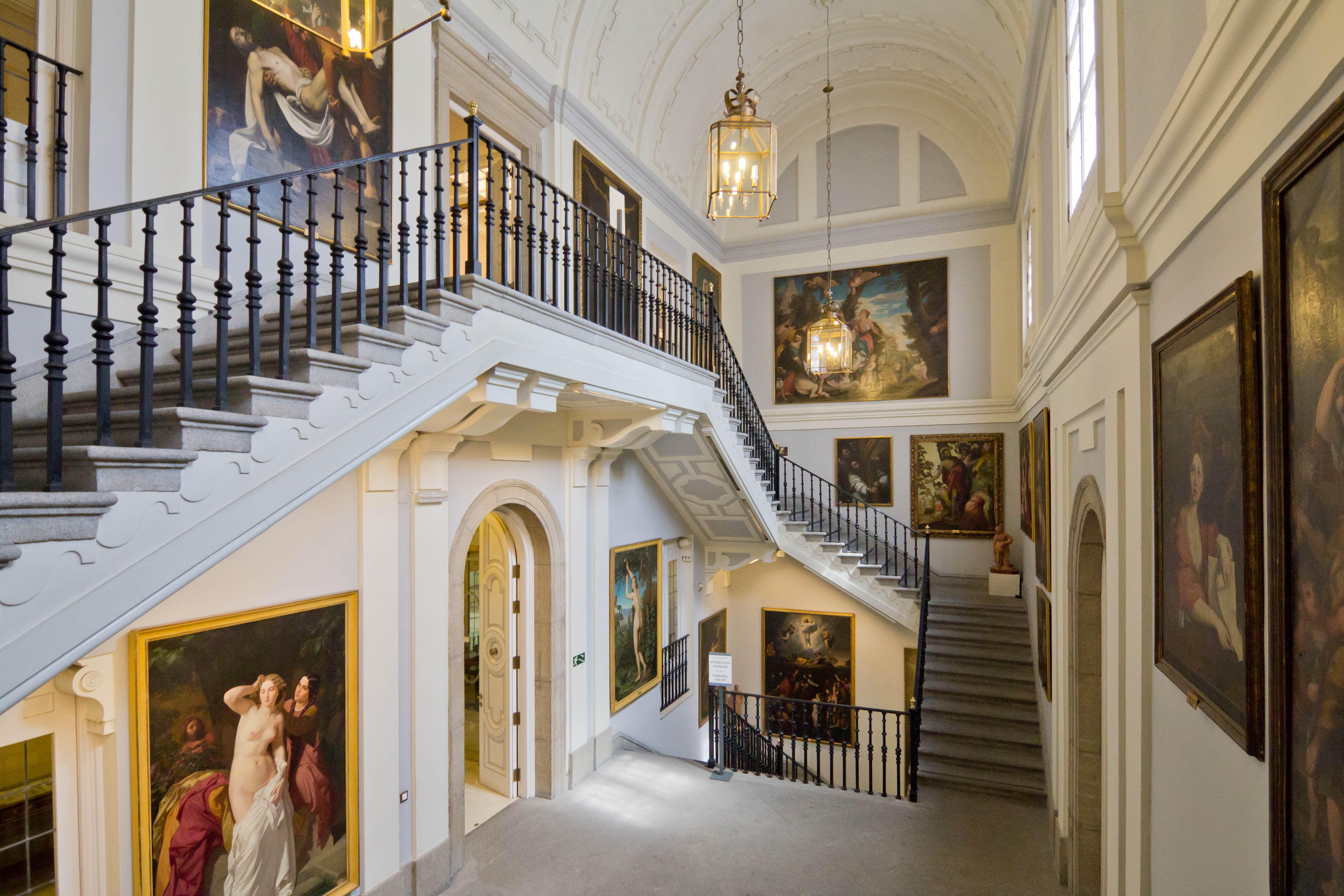
Interior del palacio, con obras de la colección de la Real Academia de Bellas Artes de San Fernando.

Tras la muerte de Juan de Goyeneche en 1735 heredó la propiedad su hijo, Francisco Miguel de Goyeneche, marqués de Belzunce, que lo destinó a estanco de tabaco y Real Gabinete de Historia Natural. Como quiera que la Real Casa de la Panadería, viejo domicilio de la Real Academia de Bellas Artes de San Fernando, resultase insuficiente, el rey Carlos III adquirió el palacio de Goyeneche en 1773 como nueva sede, y es entonces, en plena fiebre neoclásica, cuando surge la determinación de cambiar la fachada y desnudarla de ornamentación, tal como lo testimonia el dibujo antes citado y otro del mismo Diego de Villanueva, que también se conserva en la Academia. 
En este dibujo, suprimidas las pilastras gigantes, convertida la puerta en dórico-toscana y eliminados los bustos del coronamiento, y el zócalo rocoso, muestra la fachada del edificio tal como hoy se encuentra, a excepción de las dos chatas torrecillas (introducidas para tapar las medianerías de los edificios colindantes, que son más altos) y de la cuarta planta, que Ricardo Velázquez Bosco añadió a finales del siglo XIX en la ampliación para la Escuela de Bellas Artes. 
Entre 1973 y 1985 se realizaron obras de restauración dirigidas por Fernando Chueca Goitia. La reforma no solo recuperó espacios en el interior del palacio, sino que los creó nuevos. Un ejemplo es el salón de actos, construido en un antiguo patio.
Recientemente fueron incorporadas a la Real Academia las dependencias situadas en las plantas superiores, antes ocupadas por el Ministerio de Economía y Hacienda, en las que se habilitaron 22 nuevas salas del Museo según proyecto del artista Gustavo Torner, el cual previamente ya se había encargado de habilitar nuevas salas y remodelar otras ya existentes en el Museo del Prado. Además, se ha realizado una rehabilitación general del edificio, dirigida por la arquitecta Emanuela Gambini.
Es Monumento Nacional desde 1971.

## Obra interior

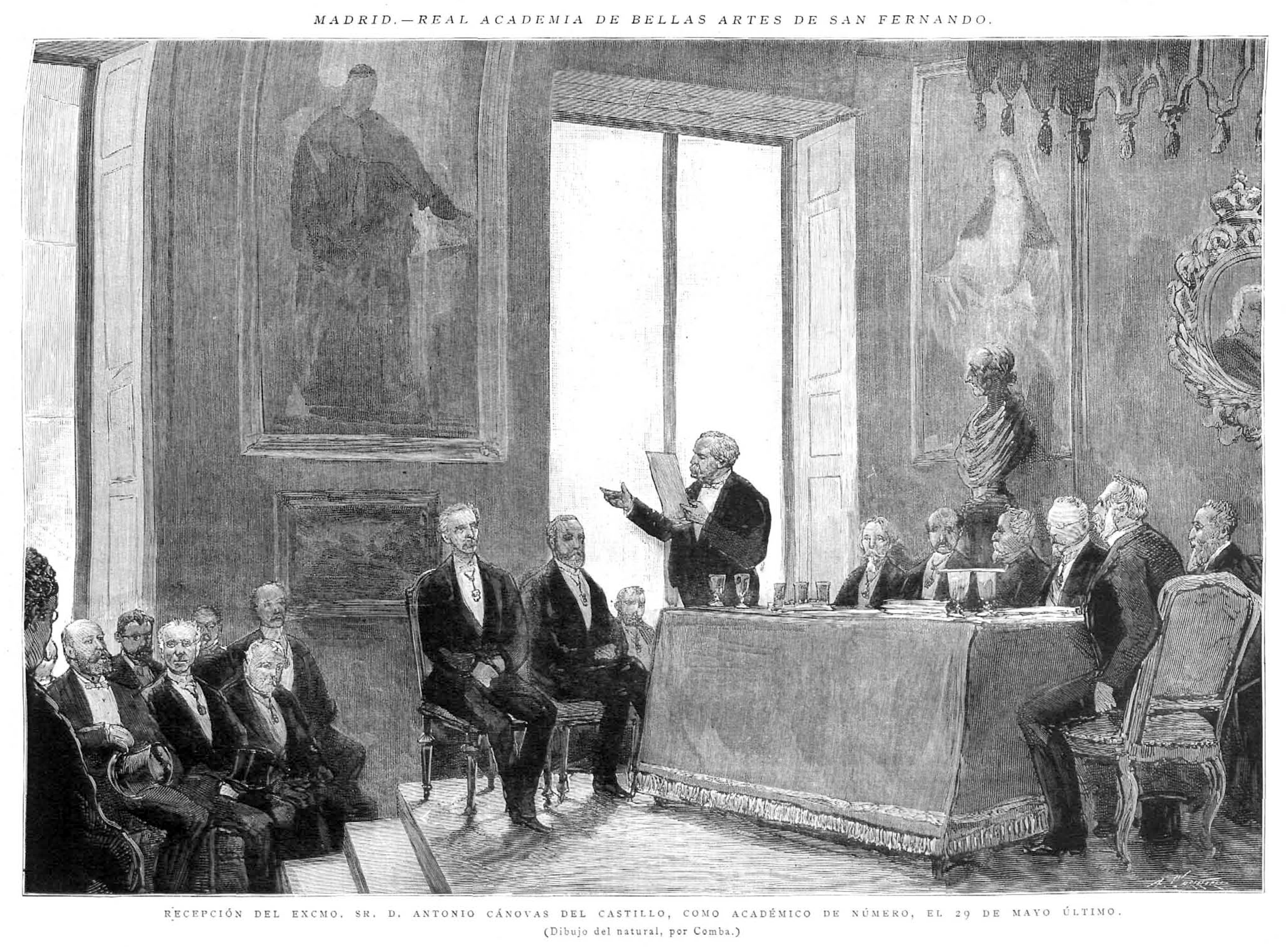
Recepción de Antonio Cánovas del Castillo como académico de número el 29 de mayo de 1887, por Juan Comba, publicado en La Ilustración Española y Americana.

La planta noble estaba destinada a Funciones, Oratorio, Tesorería, Librería y a gabinetes de pinturas, esculturas, dibujos y modelos de arquitectura, mientras que la planta baja constaba de diez aulas de estudio: Sala de Principios, Sala de Matemáticas, de Modelo, de Yeso, del Natural, Estudio de Paños o Maniquí, Medallas, Grabado, Arquitectura, Geometría y Perspectiva. El sótano fue habilitado para guardar los moldes y las estatuas, el volante y la imprenta.
Por orden expresa de Carlos III, «todo el quarto segundo y tercera planta de las guardillas» se destina al Gabinete de Historia Natural.

## Gabinete de Historia Natural
En 1771, Carlos III recibe la importante colección de historia natural del naturalista Pedro Franco Dávila y expresa su intención de reunir las Artes y las Ciencias, tal y como reza sobre la entrada el edificio, debajo del balcón principal:

CAROLUS III REX

	NATURAM ARTEM SUB UNO TECTO

	IN PUBLICAM UTILITATEM CONSOCIAVIT

	ANNO MDCCLXXIV
El rey Carlos III
reunió Naturaleza y Arte bajo un mismo techo
 para pública utilidad
 en el año 1774

El inicio de la guerra de la Independencia en 1808 impidió el traslado del contenido del Gabinete a su nueva sede —el edificio sería, años más tarde, el Museo del Prado—, construido por Juan de Villanueva expresamente para albergar a la colección de Historia Natural y a la Academia de Ciencias, así que la Academia de Bellas Artes y el Gabinete de Historia compartieron edificio hasta finales del siglo XIX.